# Trofeo San José
Le Trofeo San José est une course cycliste espagnole disputée autour de Muelas del Pan, dans la communauté automne de Castille-et-León. À sa création en 1949, elle porte le nom de Trofeo Iberduero, du nom de l'entreprise espagnole Iberduero, créée cinq ans plus tôt. 
Avant les années 1980, la course est ouverte aux coureurs professionnels. Plusieurs coureurs de renom inscrivent alors leur nom au palmarès comme Julio Jiménez ou Agustín Tamames. Elle devient ensuite réservée aux coureurs amateurs. Le quintuple vainqueur du Tour de France Miguel Indurain remporte cette épreuve en 1984, tout comme le grand espoir espagnol Antonio Martín Velasco, meilleur jeune du Tour en 1993.

## Palmarès
| Année             | Vainqueur                          | Deuxième                  | Troisième                |
| ----------------- | ---------------------------------- | ------------------------- | ------------------------ |
| Trophée Iberduero |                                    |                           |                          |
| 1949              | Pedro Prieto                       |                           |                          |
| 1950              | Jorge Vallmitjana                  |                           |                          |
| 1951              | Gervasio Martín                    |                           |                          |
| 1952              | Pedro Prieto                       |                           |                          |
| 1953              | Adolfo Cruz                        |                           |                          |
| 1954              | Senen Blanco                       |                           |                          |
| 1955              | José Herrero Berrendero            |                           |                          |
| 1956              | José Herrero Berrendero            |                           |                          |
| 1957              | Roberto Morales                    |                           |                          |
| 1958              | Carmelo Morales                    |                           |                          |
| 1959              | Emilio Cruz                        |                           | Carmelo Morales          |
| 1960              | Roberto Morales                    |                           |                          |
| 1961              | Carmelo Morales                    |                           |                          |
| 1962              | Julio Jiménez                      |                           |                          |
| 1963              | Julio Jiménez                      |                           |                          |
| 1964              | Antonio Barrutia                   |                           | Luis Otaño               |
| 1965              | Julio Sanz                         |                           |                          |
| 1966              | Agustín Tamames                    |                           |                          |
| 1967              | José Manuel Abelán                 |                           |                          |
| 1968              | Juan Silloniz (es)                 |                           |                          |
| 1969              | Fulgencio Sánchez (es)             |                           |                          |
| 1970              | Agustín Tamames                    |                           |                          |
| 1971              | Antonio Menéndez                   |                           |                          |
| 1972              | Juan Zurano                        |                           |                          |
| 1973              | Enrique Martínez Heredia           |                           |                          |
| 1974              | Roberto Palavecino                 |                           |                          |
| 1975              | Ángel López del Álamo              |                           |                          |
| 1976              | Santiago García                    |                           |                          |
| 1977              | Feliciano Sobradillo               |                           |                          |
| 1978              | Jesús Hernández Úbeda              |                           |                          |
| 1979              | José Antonio Cabrero Martínez (ca) |                           |                          |
| 1980              | Ángel Camarillo                    |                           |                          |
| 1981              | José Luis Blanco                   |                           |                          |
| 1982              | Fabián García                      |                           |                          |
| 1983              | José Luis Blanco                   |                           |                          |
| 1984              | Miguel Indurain                    |                           |                          |
| 1985              | Manuel Carrera Punzón (ca)         |                           |                          |
| 1986              | Aurelio Robles                     |                           |                          |
| 1987              | Francisco Javier Quevedo (ca)      |                           |                          |
| 1988              | Miguel Ángel Serrano (es)          |                           |                          |
| 1989              | Fernando Ferrero                   |                           |                          |
| 1990              | Juan Carlos García (es)            |                           |                          |
| 1991              | Antonio Martín Velasco             |                           |                          |
| 1992              | Juan Carlos Domínguez              |                           |                          |
| Trophée Iberdrola |                                    |                           |                          |
| 1993              | Óscar Aranguren                    |                           |                          |
| 1994              | Miguel Ángel Martín Perdiguero     |                           |                          |
| 1995              | José Javier Gómez                  |                           |                          |
| 1996              | Ángel Castresana                   |                           | Aitor Osa                |
| 1997              | Pedro Díaz Lobato                  |                           |                          |
| 1998              | Sergio Villamil                    |                           | Nacor Burgos             |
| 1999              | Gonzalo Bayarri                    |                           |                          |
| 2000              | Francisco José Lara                | Luis Murcia               | Luis Poyatos             |
| 2001              | Juan Olmo                          |                           |                          |
| 2002              | Juan Olmo                          |                           |                          |
| 2003              | Julio López                        |                           |                          |
| 2004              | Jordi Riera                        | Rodrigo García            | Andoni Lafuente          |
| 2005              | Francisco Terciado                 | Javier Linde              | Martín Mata              |
| 2006              | José Cánovas Padilla               | Manuel Jiménez Ruiz       | Jesús Pérez Priego       |
| 2007              | Andrés Antuña                      | Gonzalo Zambrano          | Miguel Ángel Candil (es) |
| 2008              | Oriol Llesuy                       | Joseba Larralde           | Josué Gutiérrez          |
| 2009              | Enrique Salgueiro                  | Antonio Miguel Parra (en) | José Antonio de Segovia  |
| 2010              | David González Arribas             | Raúl García de Mateos     | Enrique Salgueiro        |
| 2011              | Valery Kaykov                      | Peter van Dijk            | Artur Ershov             |
| 2012              | Noel Martín                        | Jorge Martín Montenegro   | José Antonio de Segovia  |
| 2013              | Raúl García de Mateos              | Pedro Merino              | Noel Martín              |
| 2014              | Iván Martínez                      | José Antonio de Segovia   | Joaquín López            |
| 2015              | Vadim Zhuravlev                    | Antonio Angulo            | Luís Mendonça            |
| 2016              | Jorge Martín Montenegro            | Daniel Sánchez            | Óscar Hernández          |
| 2017              | Pedro Merino                       | Manuel Sola               | Nícolas Sessler          |
| 2018              | Iván Martínez                      | Martín Lestido            | Antonio Jesús Soto       |
| Trofeo San José   |                                    |                           |                          |
| 2019              | Noel Martín                        | Jordi López               | Jorge Martín Montenegro  |
| 2020              | Vicente Hernáiz                    | Miguel Ángel Ballesteros  | Raúl García Pierna       |
| 2021              | Calum Johnston                     | Claudio Clavijo           | Diego Uriarte            |
| 2022              | Pablo García                       | Noel Martín               | Francisco García Rus     |